# Cadaba natalensis
Cadaba natalensis là một loài thực vật có hoa trong họ Capparaceae. Loài này được Sond. mô tả khoa học đầu tiên năm 1850.